# WORKS
『WORKS』（ワークス）は、林田健司初のセルフカバー・アルバム。2009年7月1日にBrand New Musicより発売された。

## 概要
前作『FLASHING 〜Raphles16〜』から1年4か月ぶりに発売された。
デビュー前の1990年から2009年までに他アーティストへ提供してきた楽曲が収録されている。
KinKi Kidsへの提供楽曲のみ2曲選出されている。
本作の第2弾として2015年に『RE-WORKS』が発売されている。

## 収録曲
全作曲：林田健司
1. イッツ マイ ソウル
提供アーティスト：関ジャニ∞（2007年）
作詞：上中丈弥（THEイナズマ戦隊）／編曲：OVERHEAD CHAMPION
2. 強引 Love
提供アーティスト：郷ひろみ（2009年）
作詞：白井裕紀・新美香／編曲：佐久間誠
3. 青いイナズマ (WORKS version)
提供アーティスト：SMAP（1996年）
作詞：森浩美／編曲：清水信之
4. 落花流水
提供アーティスト：中森明菜（2005年）
作詞：松本隆／編曲：CHOKKAKU
5. スタミナ (WORKS version)
提供アーティスト：ブラック・ビスケッツ（1997年）
作詞：ブラック・ビスケッツ・ビビアン・スー・森浩美／編曲：OVERHEAD CHAMPION、コーラスアレンジ：Shinobu（Baby Boo）
6. ビロードの闇
提供アーティスト：KinKi Kids（2005年）
作詞：Satomi／編曲：清水信之
7. 泣かない指輪
提供アーティスト：中山美穂（1990年）
作詞：松井五郎／編曲：林田健司
8. Get or Lose
提供アーティスト：AAA（2006年）
作詞：森浩美／編曲：林田健司
9. Sa ら Sa
提供アーティスト：藤井隆（2004年）
作詞：林田健司／編曲：OVERHEAD CHAMPION
10. 夏模様
提供アーティスト：KinKi Kids（2006年）
作詞：Satomi／編曲：佐久間誠